# Chaumes du Vignac et de Clérignac
Chaumes du Vignac et de Clérignac este o arie protejată (sit de importanță comunitară — SCI) din Franța întinsă pe o suprafață de 103 ha, integral pe uscat.

## Localizare
Centrul sitului Chaumes du Vignac et de Clérignac este situat la coordonatele 45°33′52″N 0°03′19″E / 45.56444°N 0.05528°E.

## Înființare
Situl Chaumes du Vignac et de Clérignac a fost declarat arie specială de conservare în baza directivei 92/43 din 1992 referitoare la conservarea habitatelor naturale și a faunei și florei sălbatice pentru a proteja 6 specii de animale.

## Biodiversitate
Situată în ecoregiunea atlantică, aria protejată conține 8 habitate naturale: Formațiuni de Juniperus communis pe lande sau pajiști calcaroase, Pajiști carstice calcaroase sau bazofile, de Alysso-Sedion albi, Pajiști uscate seminaturale și facies de acoperire cu tufișuri pe substraturi calcaroase (Festuco-Brometalia) (* situri importante pentru orhidee), Pajiști cu Molinia pe soluri calcaroase, turboase sau argilos-nămoloase (Molinion caeruleae), Pante stâncoase calcaroase cu vegetație casmofită, Liziere de ierburi înalte hidrofile de câmpie și de nivel montan până la alpin, Ape puternic oligomezotrofe cu vegetație bentonică cu Chara spp., Pseudostepă cu ierburi și specii anuale de Thero-Brachypodietea.
La baza desemnării sitului se află mai multe specii protejate:
- amfibieni (1): izvoraș-cu-burta-galbenă (Bombina variegata)
- mamifere (1): liliacul mic cu potcoavă (Rhinolophus hipposideros)
- nevertebrate (4): Coenagrion mercuriale, Gomphus graslinii, rădașcă (Lucanus cervus), Oxygastra curtisii

Pe lângă speciile protejate, pe teritoriul sitului au mai fost identificate 7 specii de plante, 6 specii de păsări, 2 specii de amfibieni, 5 specii de mamifere, 1 specie de nevertebrate, 3 specii de reptile.